# Remembrance Day

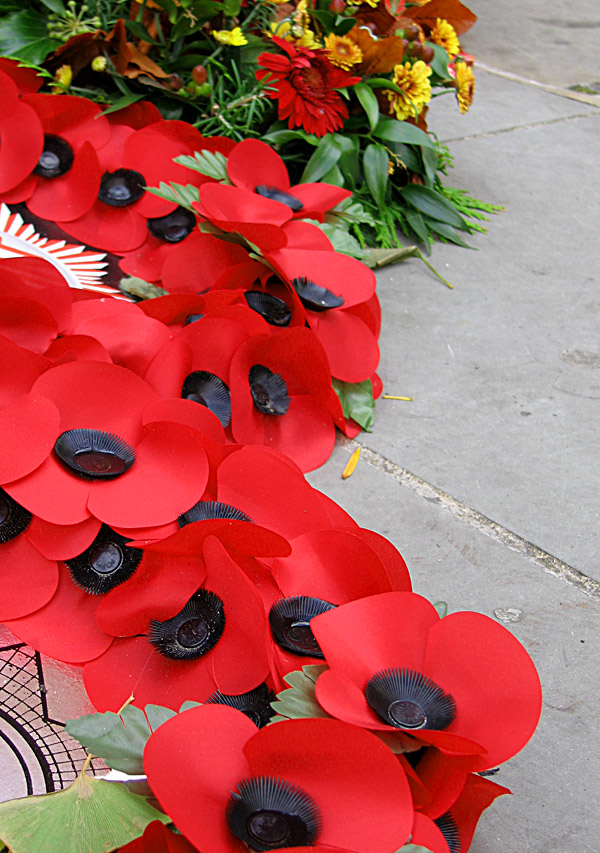
Corone di papaveri artificiali usate come simbolo di ricordo

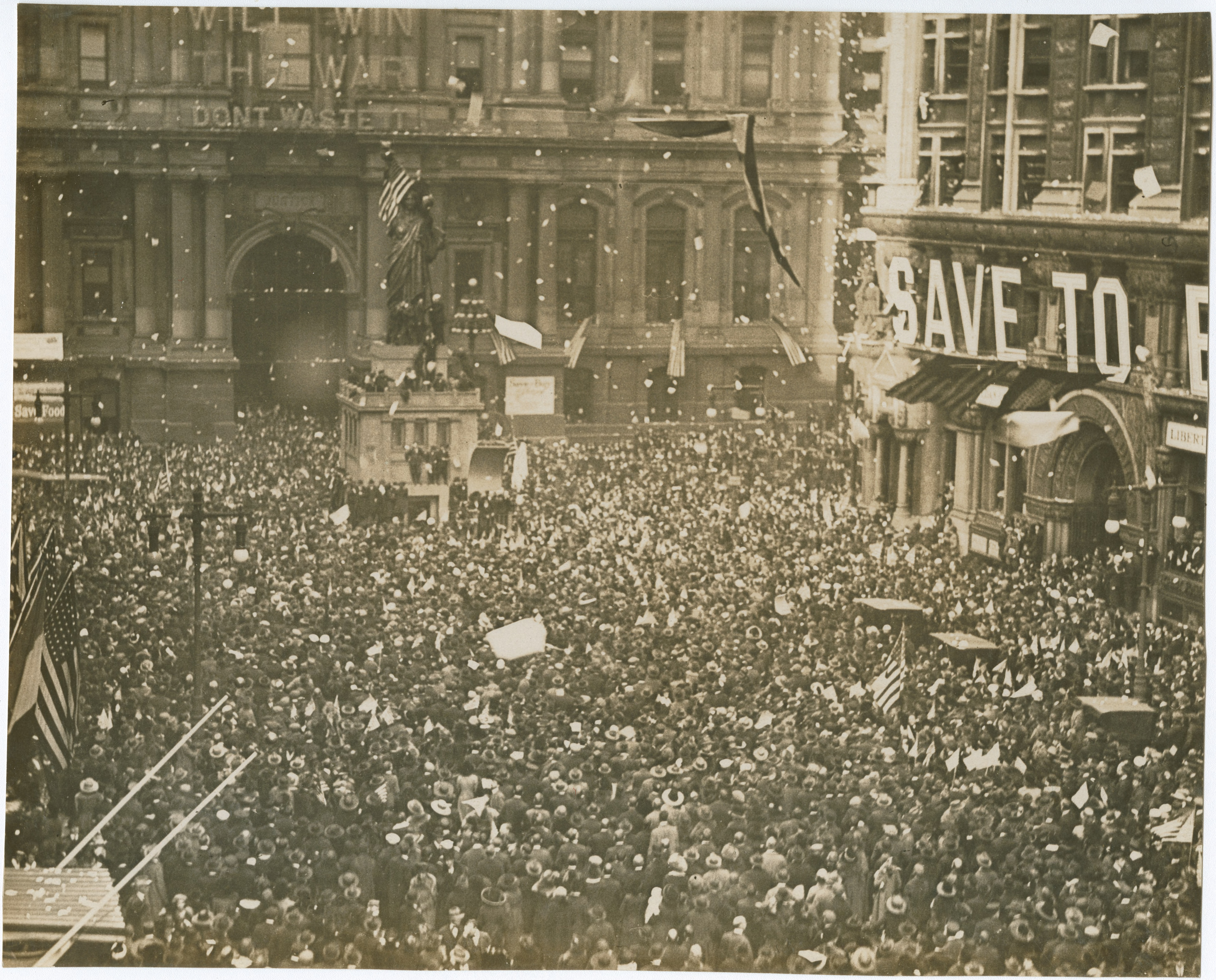
Celebrazioni del giorno dell'Armistizio a Filadelfia, in Pennsylvania, l'11 novembre 1918

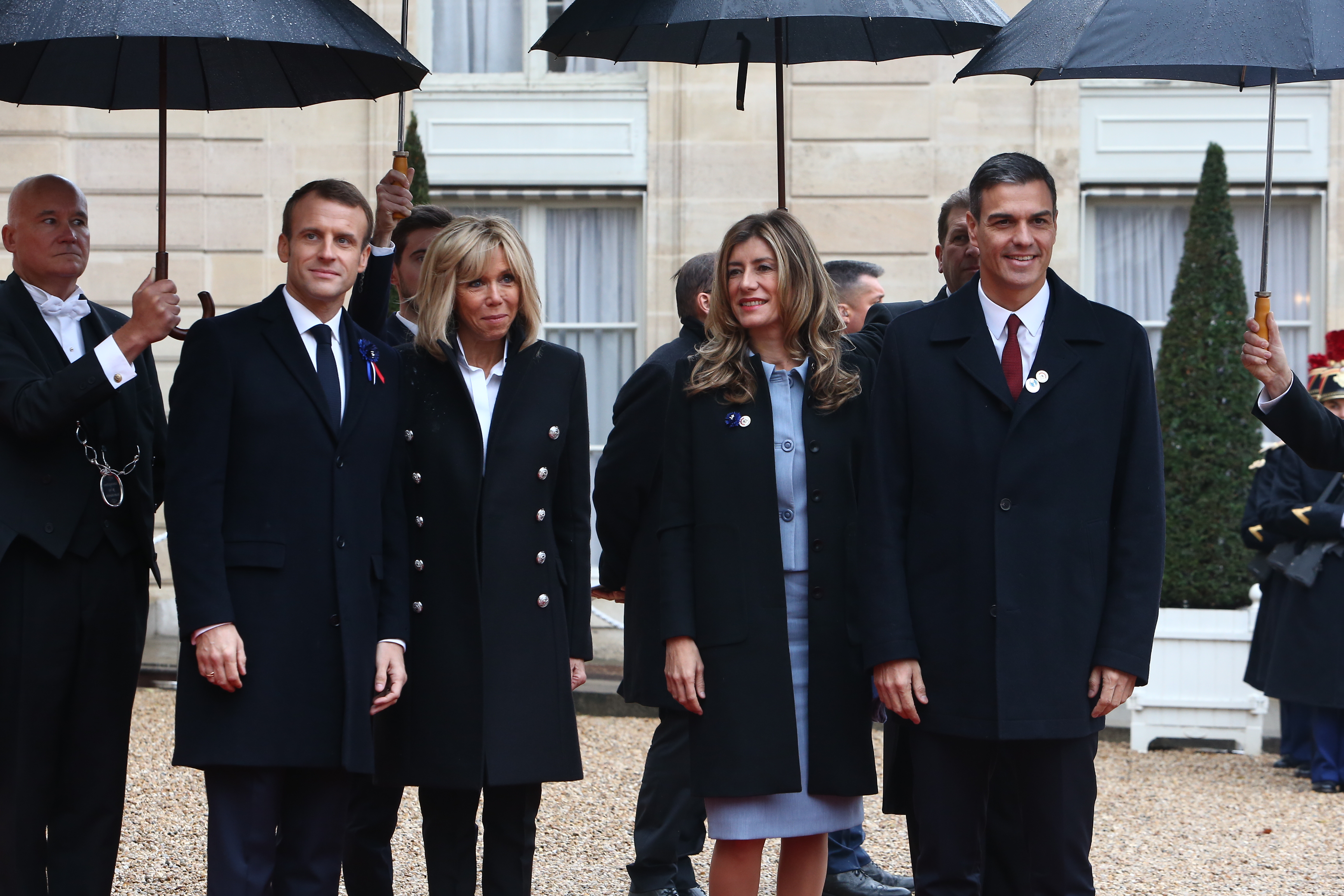
Le coppie presidenziali di Francia e Spagna nella commemorazione dei cent'anni dell'Armistizio, 2018

Il Remembrance Day (o Armistice Day) in italiano: Giorno della Memoria o Giorno dell'Armistizio è un giorno di commemorazione osservato nei paesi dell'Impero britannico, poi del Commonwealth, e in diversi stati europei (compresi Francia e Belgio) per commemorare la fine della prima guerra mondiale e altre guerre. Viene osservato l'11 novembre, giorno in cui nel 1918 ebbe termine il primo conflitto mondiale. Il Remembrance Day è dedicato specificamente agli appartenenti alle forze armate che vennero uccisi durante la guerra e venne istituito da Giorgio V del Regno Unito, il 7 novembre 1919, suggerito da Edward George Honey.
Le tradizioni comuni britanniche, canadesi, sudafricane, australiane e neozelandesi comprendono due minuti di silenzio all'"undicesima ora dell'undicesimo giorno dell'undicesimo mese" perché fu quello il momento in cui l'armistizio divenne effettivo sul fronte occidentale. I due minuti ricordano rispettivamente i caduti della prima e della seconda guerra mondiale; prima del 1945 il silenzio era di un minuto solo.

## Regno Unito
Nel Regno Unito, sebbene l'11 novembre si osservino due minuti di silenzio, la ricorrenza maggiore è nella domenica più vicina a tale data, il Remembrance Sunday (la domenica della commemorazione), quando in tutto il Regno Unito si tengono cerimonie presso i monumenti di guerra nelle varie comunità. Vengono deposte corone di fiori e viene suonata da un trombettiere "The Last Post", dopodiché vengono osservati due minuti di silenzio, rotti alla fine da un trombettiere che suona "Reveille" (Risveglio). Uno o due minuti di silenzio vengono anche osservati durante le funzioni religiose nella giornata. La commemorazione maggiore si tiene a Whitehall, nel centro di Londra, dove i membri principali della famiglia reale, il Primo Ministro e altri politici, ambasciatori stranieri e rappresentanti militari si incontrano coi veterani per porre ghirlande di papaveri al Cenotafio. Un cenotafio è un monumento sepolcrale che viene eretto per ricordare una persona o un gruppo di persone sepolte in altro luogo. La parola, che deriva dal greco, significa "tomba vuota".

## Canada
In Canada il Remembrance Day è una festività per gli impiegati del governo federale, mentre per le aziende private, i governi provinciali e le scuole il suo status varia da provincia a provincia. Nel Canada occidentale e atlantico è una festività pubblica. In Ontario e in Quebec no, anche se le aziende registrate a livello federale la considerano festa, o in alternativa designano una festa riconosciuta a livello provinciale in un giorno differente. Le scuole solitamente tengono delle assemblee per la prima metà della giornata o nel giorno precedente, con diverse presentazioni riguardanti il ricordo dei caduti in guerra. Migliaia di persone si radunano nei pressi del Memoriale Nazionale di Guerra a Ottawa. Tra la folla i veterani di guerra rendono omaggio ai marinai, soldati e aviatori caduti.

## Sudafrica
In Sudafrica la giornata non è una festa pubblica. Le cerimonie di commemorazione si svolgono solitamente nella domenica successiva, nella quale, come in Australia e nel Regno Unito, il "Last Post" viene eseguito da un trombettiere, seguito dall'osservanza di due minuti di silenzio.
Le due principali cerimonie commemorative che segnano l'evento in Sudafrica si svolgono a Johannesburg, al Cenotafio (dove si è svolta per 84 anni consecutivamente), e al memoriale di guerra degli Union Buildings di Pretoria.

## Australia e Nuova Zelanda
In Australia si celebra il Remembrance Day l'11 novembre, anche se non è una festa pubblica. Le cerimonie di commemorazione si tengono alle 11 nei sobborghi e nelle città della nazione, quando il "Last Post" è suonato da un trombettiere e si osserva un minuto di silenzio. Negli ultimi decenni, comunque, il Remembrance Day è stato parzialmente eclissato dall'ANZAC Day (25 aprile) come giornata nazionale di commemorazione della guerra. In Nuova Zelanda, lo stesso applica generalmente come in Australia; l'ANZAC Day è anche più largamente osservato che il Remembrance Day.

## USA
La "Giornata dei Veterani" si celebra negli Stati Uniti d'America nello stesso giorno, ma l'osservanza, in altre località, è più legata al Memorial Day, in maggio. Negli Stati Uniti e in altre nazioni alleate l'11 novembre era precedentemente conosciuto come "Armistice Day", "Giorno dell'Armistizio"; negli Stati Uniti gli fu dato il nuovo nome di Remembrance Day dopo la fine della seconda guerra mondiale.
Per i Cristiani anglicani e Cattolici romani c'è una sovrapposizione nata da un'appropriata coincidenza fra il Remembrance Day con la festa di San Martino di Tours, un santo famoso per aver rinunciato alla vita militare per quella pacifica di monaco. Per questa ragione statue associate a San Martino sono a volte utilizzate come simboli per il Remembrance Day in contesti religiosi (ad esempio, la Cattedrale Anglicana di Montreal).

## Germania
In Germania il giorno dell'Armistizio o quello della Rimembranza sono sconosciuti. La memoria pubblica della prima guerra mondiale è generalmente scarsa. Inoltre, l'11 novembre sarebbe visto come una data inappropriata per un giorno festivo simile, dato che segna tradizionalmente l'inizio del Carnevale tedesco. Comunque, è commemorato il Volkstrauertag. Inizialmente questo cadeva la quinta domenica prima della Pasqua, ma dal 1952 è stato celebrato due domeniche prima dell'inizio dell'Avvento. Non è mai stato celebrato in chiesa dato che entrambe le principali chiese tedesche hanno il proprio giorno festivo per commemorare i morti (il Giorno di Ognissanti nel caso della Chiesa Cattolica Romana, Ewigkeitssonntag, o “Pasqua dell'Eternità” nel caso della chiesa luterana. Entrambe le date inoltre cadono in novembre).

## Altri paesi
In molti posti nel mondo dove piccole ed espatriate comunità inglesi o del Commonwealth si incontrano per osservare il silenzio è tradizione che l'evento sia seguito da un pranzo a base di curry.

## I papaveri
La relazione tra il papavero, fiore simbolo di questa ricorrenza, e il Remembrance Day deriva dalla poesia "Nei campi di Fiandra", dell'ufficiale medico canadese John McCrae. L'emblema del papavero venne scelto perché questi fiori sbocciavano in alcuni dei peggiori campi di battaglia delle Fiandre nella I guerra mondiale. Il loro colore rosso è un simbolo appropriato per lo spargimento di sangue della guerra di trincea. Una donna francese di nome Madame E. Guérin introdusse l'utilizzo ormai diffuso dei papaveri artificiali distribuiti oggi. (Tipicamente, questi papaveri artificiali sono donati gratis, nonostante quasi tutti coloro che li accettano offrano una piccola donazione in cambio. Un dollaro è comune in Canada.) Alcune persone scelgono di indossare papaveri bianchi, che sottolineano il desiderio di alternative pacifiche alle azioni militari. Un'organizzazione chiamata People Against Global Imperialism ("Gente contro l'imperialismo globale") produce e indossa papaveri neri.
In Gran Bretagna, Australia e Nuova Zelanda i papaveri sono la varietà piatta Earl Haig e in Canada i papaveri sono arricciati ai petali.